# Côte-Saint-Luc
Côte-Saint-Luc es una ciudad de la Provincia de Quebec, Canadá. Es una de las ciudades que conforman el Área metropolitana de Gran Montreal. La ciudad forma parte de la Aglomeración de Montreal y de la región administrativa de Montreal. 

## Historia
Fundado en 1903, esta localidad canadiense se constituyó como ciudad en 1958, es principalmente de clase media-alta en la periferia residencial de Montreal. Côte-Saint-Luc tiene la historia de ser innovador, fue el primer municipio en Quebec que prohibió fumar en sitios públicos, así como el primero en requerir que se llevara casco cuando se fuera en bicicleta.
Después de muchos años de debate y desacuerdo, Côte-Saint-Luc estuvo de acuerdo en la extensión de Cavendish Blvd. de Saint-Laurent a Côte-Saint-Luc, más probablemente por una ruta indirecta, a Cavendish Blvd. en el distrito municipal de Saint-Laurent, sobre el Canadian Pacific Railway. Sin embargo, la Ciudad de Montreal ha retrasado la construcción del nuevo camino hasta el 2015 dado que actualmente hay un debate en curso sobre la playa de maniobras del CPR, que clasifica el espacio de reciclaje y la nueva división por zonas de depositado en el departamento de urbanismo.
Côte-Saint-Luc (con todos los suburbios de la Isla de Montreal) ha forzado a fusionarse con la ciudad de Montreal el 1 de enero de 2002, pero dieron a la oportunidad a desunirse de la ciudad en 2004. Durante los 3 años que fueron combinados con la Ciudad de Montreal, se redujeron algunos servicios. Fue unido a los suburbios vecinos de Hampstead y Montréal-Ouest, para formar el distrito municipal de Côte-Saint-Luc-Hampstead-Montréal-Ouest. En un referéndum del 20 de junio de 2004 más del 87 % de los residentes de esta ciudad votaron por la separación y Côte-Saint-Luc fue restablecida como ciudad el 1 de enero de 2006.

## Gobierno
Los líderes del movimiento de separación fueron elegidos para el nuevo gobierno municipal, con Antonio Housefather elegido como alcalde. El Gerente General de la ciudad es Ken Lerner. 
La Ciudad de Côte Saint-Luc es administrada por el alcalde y ocho concejales. En este momento los concejales son:
1. Sam Goldbloom (Distrito 1)
2. Mike Cohen (Distrito 2)
3. Dida Berku (Distrito 3)
4. Steven Erdelyi (Distrito 4)
5. Allan J. Levine (Distrito 5)
6. Glenn J. Nashen (Distrito 6)
7. Mitchell Brownstein (Distrito 7)
8. Ruth Kovac (Distrito 8).

## Servicios públicos
Côte Saint-Luc es atendido por un único Servicio Médico de Emergencia, (EMS, Emergency Medical Services), que es el primer sistema en responder. Son los únicos voluntarios que responden primero en la isla de Montreal, con el departamento del EMS contestando a más de 3,000 llamadas de auxilio cada año. Los voluntarios del EMS proporcionan un eslabón vital en la cadena de supervivencia, llegando a la incidencia en tres minutos para estabilizar al paciente antes de que llegue la ambulancia de Urgences-Santé que lo transportará al hospital. 
También tiene un Departamento de Seguridad Pública a tiempo completo que hace cumplir las normas municipales, y el recientemente lanzado los "Ciudadanos voluntarios en Patrulla" (volunteer Citizens on Patrol, vCOP) el programa que permite a los residentes atajar la criminalidad. 
La ciudad es conocida por sus parques y bien cuidadas instalaciones recreativas, que incluyen la Biblioteca pública Eleanor London, una de las pocas bibliotecas públicas de Norteamérica que está abierta todos los días del año.

## Ubicación y Emplazamiento
Con Hampstead y Montréal-Ouest, Côte-Saint-Luc forma un enclave dentro de Montreal. Côte-Saint-Luc también tiene dos exclaves intercalados entre Hampstead y la ciudad de Montreal. El más grande contiene el residencial North of Hampstead (Norte de Hampstead) y el centro comercial Decarie Square (Plaza Decarie), mientras el más pequeño consiste en solamente quince edificios residenciales MacDonald Ave.

## Población e idioma
La ciudad de Côte-Saint-Luc es una comunidad bilingüe y multicultural. Aproximadamente el 70% de la población habla Inglés como idioma habitual, otro 15% lo hace en Francés y el 15% de la población restante lo hace en un idioma no oficial. En cuanto la división por lengua de uso oficial preferida, el inglés es la lengua preferida aproximadamente por el 80 % y el francés el 20 %. La comunidad judía es la comunidad religiosa más grande en Côte Saint-Luc  y los Católicos en segundo lugar. La ciudad tiene una importante comunidad italiana.

### Lenguas maternas
Las estadísticas para la población según la lengua materna (la primera lengua que se aprendió y todavía se recuerda) varían considerablemente de las estadísticas para el idioma habitual (la lengua hablada más a menudo en casa), al igual que también varía considerablemente de la estadística del uso de la lengua oficial. El censo de 2006 descubrió que aproximadamente el 47 % de los residentes tenía el idioma inglés como una lengua materna (incluyendo a las personas que tenían más que una lengua materna), mientras que aproximadamente el 17 % tenía el idioma francés como una lengua materna (también incluyendo a las personas que tenían más de una lengua materna).
| Lengua Materna                      | Población | Porcentaje |
| ----------------------------------- | --------- | ---------- |
| Idioma inglés                       | 13,515    | 44.66%     |
| Idioma francés                      | 4,740     | 15.66%     |
| Inglés y Francés                    | 325       | 1.07%      |
| Inglés y lengua no oficial          | 295       | 0.97%      |
| Francés y lengua no oficial         | 135       | 0.45%      |
| Inglés, Francés y lengua no oficial | 65        | 0.21%      |
| Idioma ruso                         | 1,645     | 5.44%      |
| Yiddish                             | 1,290     | 4.26%      |
| Idioma hebreo                       | 955       | 3.16%      |
| Idioma rumano                       | 900       | 2.97%      |
| Idioma español                      | 805       | 2.66%      |
| Idioma húngaro                      | 600       | 1.98%      |
| Idioma italiano                     | 600       | 1.98%      |
| Idioma polaco                       | 550       | 1.82%      |
| Idioma persa                        | 505       | 1.67%      |
| Idioma búlgaro                      | 405       | 1.34%      |

| Lengua materna   | Población | Porcentaje |
| ---------------- | --------- | ---------- |
| Idioma coreano   | 385       | 1.27%      |
| Idioma árabe     | 370       | 1.22%      |
| Idioma tagalo    | 345       | 1.14%      |
| Idioma chino     | 260       | 0.86%      |
| Idioma alemán    | 230       | 0.76%      |
| Idioma portugués | 130       | 0.43%      |
| Idioma cantonés  | 125       | 0.41%      |
| Idioma croata    | 80        | 0.26%      |
| Idioma tamil     | 75        | 0.25%      |
| Idioma criollo   | 70        | 0.23%      |
| Idioma checo     | 70        | 0.23%      |
| Idioma danés     | 65        | 0.21%      |
| Idioma griego    | 55        | 0.18%      |
| Idioma bengalí   | 50        | 0.17%      |
| Idioma eslovaco  | 50        | 0.17%      |
| Idioma ucraniano | 50        | 0.17%      |

## Famosos residentes
Los residentes más notables de Côte Saint-Luc incluyen al especialista en cirugía traumatológica Ernest F. J. Block, el diseñador de moda Shelley Twik, el político y abogado Irwin Cotler, el actor William Shatner y el poeta Irving Layton. El autor Gordon Korman creció en el Côte Saint-Luc.

## Ciudades hermanadas
- Ascalón, Israel